# رادیکال اتینیل
رادیکال اتیل (به انگلیسی: Ethynyl radical) که به‌طور سیستماتیک با نام λ۳-اتین و هیدریدودی‌کربن ( C -C) شناخته می‌شود، یک ترکیب آلی با فرمول شیمیایی C≡CH است. رادیکال اتیل یک مولکول ساده است که به طور طبیعی روی کره زمین یافت نشده‌است اما در محیط میان ستاره‌ای به‌وفور یافت می‌شود. این مولکول برای اولین در سال ۱۹۶۳، توسط پژوهشگران آزمایشگاه فیزیک کاربردی جانز هاپکینز از طریق جداسازی با کمک طیف‌سنجی تشدید پارامغناطیسی الکترون در ماتریس آرگون جامد در دمای هلیوم مایع، مشاهده شد. رادیکال اتیل، برای اولین بار با استفاده از تلسکوپ ۱۱ متری رصدخانه ملی رادیویی آمریکا در نوامبر ۱۹۷۳ در سحابی جبار مشاهده شد.